# Верхній Пінькай
Верхній Пінька́й (рос. Верхний Пинькай) — присілок в Кезькому районі Удмуртії, Росія.
Населення — 39 осіб (2010; 61 в 2002).
Національний склад станом на 2002 рік:
- удмурти — 98 %

Урбаноніми:
- вулиці — Західна, Лісова